# Sponsor dissimilis
Sponsor dissimilis es una especie de escarabajo del género Sponsor, familia Buprestidae. Fue descrita científicamente por Théry en 1931.

## Distribución
Habita en la región afrotropical.